# Flugplatz Kętrzyn-Wilamowo

i7
i11
i13
Der Flughafen Kętrzyn Wilamowo (deutsch Rastenburg-Wilhelmsdorf) ist ein historisch bedeutsamer Flugplatz in Polen. Er befindet sich ca. 3,8 km südöstlich vom Ort Kętrzyn, 18 km westlich von Mikołajki (deutsch Nikolaiken) im Zentrum der Masurischen Seenplatte.

## Geschichte
Das Gut Wilhelmsdorf (polnisch Wilamowo) war ein Vorwerk der Carlshöfer Anstalten, das 1934 zwangsweise verkauft werden musste. Ab 1935 wurde zunächst ein Sportflugplatz erbaut. Im Zuge der Errichtung des Führerhauptquartiers Wolfsschanze wurde die Landepiste des Flugplatzes 1941 verlängert. Die Gestalt in Form eines X besteht bis heute.
Am 8. Februar 1942 verunglückte hier Fritz Todt, der Gründer der militärisch organisierten Bautruppe Organisation Todt, bei einem Absturz tödlich. Claus Schenk Graf von Stauffenberg nutzte den Flugplatz beim Attentat vom 20. Juli 1944 sowohl für den Hin- als auch für den Rückflug.
Seit dem 11. Juni 1973 war hier der Aeroklub Kętrzyński beheimatet. 1976 entstand in Karolewo die auf Agrarflug spezialisierte Technische Fachschule für Landwirtschaftliche Mechanisierung. 1998 wurde der Flughafen an einen privaten Investor verkauft.

## Flugreisen Hitlers von der Wolfsschanze
Hitler nutzte den Flughafen am:
- 3. August 1941 – mit dem Flugzeug zur Heeresgruppe Süd, die Stadt Borisov und Rückkehr zum Flughafen Wolfsschanze am selben Tag.
- 6. August 1941 – nach Uman, Unterredung mit Marschall Ion Antonescu
- 2. Dezember 1941 – nach Poltawa, Beratungen mit der Heeresgruppe Süd
- 1. Juli 1942 – nach Poltawa und am selben Tag zurück.
- 3. Juli 1942 – nach Poltawa, von General Franz Halder begleitet und Rückkehr am selben Tag.

Die Reisezeit nach Poltawa, einfacher Weg, dauerte 3 Stunden und 40 Minuten.